# Орден Свободы (Югославия)
Орден Свободы (сербохорв. Орден слободе / Orden slobode) — высший военный орден Социалистической Федеративной Республики Югославия, Союзной Республики Югославии и Государственного Союза Сербии и Черногории.
Имеет одну степень.
Вручался командующим крупнейших войсковых объединений и соединений за умелое руководство войсками и выдающееся мужество.
Материал: золото, 45 рубинов, эмаль, 61 бриллиант — крупнейший размером 6 мм, остальные — 3 мм.
Лента: красная с 2 мм золотыми полосками по краям с миниатюрным знаком ордена (10 мм диаметром) в центре.

## Награждённые
До 1991 года было 6 награждений:
- Югославия

1. Иосип Броз Тито (1947)
2. Иван Гошняк (1951)
3. Коча Попович (1951)
4. Коста Надь (1973)

- СССР

1. Г. К. Жуков (1956)
2. Л. И. Брежнев (1976)

- СР Югославия

16 июня 1999 года орденом награждены:
1. Драголюб Ойданич
2. Небойша Павкович